# Franciszek Bronikowski
Franciszek Jan Bronikowski (25. februar 1907 i Bydgoszcz – 1. december 1964) var en polsk roer som deltog i de olympiske lege 1928 i Amsterdam.
Bronikowski vandt en bronzemedalje i roning under OL 1928 i Amsterdam. Han var med på den polske båd som kom på en tredjeplads i fire med styrmand efter Italien og Schweiz. De andre roere var Edmund Jankowski, Leon Birkholc, Bernard Ormanowski og styrmand var Boleslaw Drewek.